# Quiònides
Quiònides (en llatí Chionides, en grec antic Χιωνίδης o Χιονίδης) fou un poeta còmic atenenc de la vella comèdia, contemporani de Magnes, que Suides situa al capdavant dels poetes d'aquest grup i diu que va florir vuit anys abans de les guerres mèdiques, és a dir, l'any 487 aC, però altres autors el situen cap a l'any 460 aC, basant-se en una cita d'Ateneu de Nàucratis que menciona un fragment del ΠτωΧοί de Quiònides on critica al poeta líric Gnesip, un contemporani de Cratí d'Atenes. Aristòtil diu que va viure molt de temps després d'Epicarm, que va néixer cap al 524 aC. Ateneu també diu que aquesta obra, ΠτωΧοί, es considerava espúria.
Els títols de les comèdies conegudes són: 
- Ἥρωες (Heroes "Els herois")
- Πτωχοί (Ptochoi "Pobres, o captaires")
- Πέρσαι ἥ Ἀσσύριοι (Persai e Assyrioi "Perses i Assiris").[1]